# Leng Ngan
Leng Ngan byl macajský fotbalový klub, který sídlil ve stejnojmenné portugalské kolonii. Jednalo se o vítěze macajské nejvyšší fotbalové soutěže z ročníku 1992/93. Na mezinárodní scéně klub účinkoval pouze v ročníku 1993/94, účast byla v Asijském mistrovství klubů (4 zápasy, 1 výhra, 0 remíz, 3 prohry, skóre 6:16).
Své domácí zápasy odehrával na stadionu Campo 28 de Maio s kapacitou 2 200 diváků.

## Získané trofeje
Zdroj: 
- Liga de Elite ( 1× )
  - 1992/93

## Umístění v jednotlivých sezonách
Stručný přehled
Zdroj: 
- 1992–1993: Campeonato da 1ª Divisão

Jednotlivé ročníky
Zdroj: 
Legenda: Z - zápasy, V - výhry, R - remízy, P - porážky, VG - vstřelené góly, OG - obdržené góly, +/- - rozdíl skóre, B - body, červené podbarvení - sestup, zelené podbarvení - postup, fialové podbarvení - reorganizace, změna skupiny či soutěže
| Portugalský Macao (1992 – 1993) |                          |        |     |     |     |     |     |     |     |     |        |
| Sezóny                          | Liga                     | Úroveň | Z   | V   | R   | P   | VG  | OG  | +/- | B   | Pozice |
| 1992/93                         | Campeonato da 1ª Divisão | 1      | ... | ... | ... | ... | ... | ... | ... | ... | 1.     |

## Účast v asijských pohárech
Zdroj: 
| Ročník  | Soutěž                    | Kolo     | Klub               | Doma | Venku | Celkem |
| ------- | ------------------------- | -------- | ------------------ | ---- | ----- | ------ |
| 1993/94 | Asijské mistrovství klubů | Předkolo | Philippine Army FC | 3:0  | 0:1   | 3:1    |
| 1993/94 | Asijské mistrovství klubů | 1. kolo  | Liao-ning          | 3:6  | 0:9   | 3:15   |